# Saheed Balogun
Saheed Balogun es un conocido actor, cineasta y productor nigeriano.

## Biografía
Balogun nació el 5 de febrero de 1967 en Enugu, aunque es oriundo del Estado Oyo, Nigeria. Se graduó de la Politécnica Estatal de Kwara. Comenzó su carrera como actor en 1978, en el programa de televisión "Youth Today" en NTA. Produjo su primera película titulada City Girl en 1989.

## Filmografía seleccionada
- Modupe Temi (Thankful)
- Gbogbo Ere (Total profit)
- Third Party
- Òfin mósè (2006).
- Family on Fire (2011)
- Don't Get Mad Get Event (2019)[7]
- The Herbert Macaulay Affair[8]
- Shadow Parties (2020)
- The Therapist (2021)[9]

## Vida personal
Estuvo casado con la también actriz de nollywood Fathia Balogun. Tuvieron dos hijos, Khalid y Aliyah Balogun.